# Ultra (album)
- It's no GoodA Depeche Mode 1997-es Ultra című CD-jéről

Nem tudod lejátszani a fájlt?
A Ultra a Depeche Mode 1997. április 15-én megjelent, sorrendben kilencedik stúdióalbuma. Az első album Alan Wilder 1995-ös kiválását követően, amit elsősorban a szóló projektjére (Recoil) való koncentrálással indokolt. A legutolsó, még 1993-ban megjelent Songs of Faith and Devotion óta eltel viszonylag hosszú idő elsősorban Dave Gahan drogproblémáiban és öngyilkossági kísérletében, majd felépülésében keresendő. Éveken keresztül többször lehetett hallani a Depeche Mode végleges feloszlásáról is, azonban az album 1997-ben végre eloszlatta a kételyeket az együttes jövőjével kapcsolatban. Az Egyesült Királyság slágerlistáján number one helyezést ért el. Az albumot 2007-ben újrakeverve ismét kiadták.

## Az album dalai
1997 MUTE / Stumm 148
1. Barrel of a Gun – 5:35
2. The Love Thieves – 6:34
3. Home – 5:42
4. It's No Good – 5:58
5. Uselink – 2:21
6. Useless – 5:12
7. Sister of Night – 6:04
8. Jazz Thieves – 2:54
9. Freestate – 6:44
10. The Bottom Line – 4:26
11. Insight – 6:26
12. Junior Painkiller – 2:11

2007 MUTE / DM CD 9 (CD/SACD + DVD) / CDX STUMM 148 (CD/SACD)
Disc 1: SACD/CD – Ultra lemez anyaga.

Disc 2: DVD – Ultra lemez anyaga DTS 5.1, Dolby Digital 5.1 és PCM Stereo formátumban, + bónuszanyagok.
1. Barrel of a Gun – 5:35
2. The Love Thieves – 6:34
3. Home – 5:42
4. It's No Good – 5:58
5. Uselink – 2:21
6. Useless – 5:12
7. Sister of Night – 6:04
8. Jazz Thieves – 2:54
9. Freestate – 6:44
10. The Bottom Line – 4:26
11. Insight – 6:26

Bónuszdalok (DTS 5.1, Dolby Digital 5.1 és PCM Stereo)
1. Painkiller
2. Slowblow
3. Only When I Lose Myself
4. Surrender
5. Headstar

Live in London, April 1997 (DTS 5.1, Dolby Digital 5.1 és PCM Stereo)
1. Barrel of a Gun
2. It's No Good
3. Useless

Egyéb anyagok
1. Depeche Mode 95-98 [video]

Valamennyi szám Martin Gore szerzeménye.